# Micropholis caudata
Espèce
Statut de conservation UICN

 CR B1+2d, D : 
En danger critique
Classification phylogénétique
Micropholis caudata est une espèce de plantes à fleurs de la famille des Sapotaceae. C'est un arbre originaire d'Amazonie.

## Répartition
Endémique et dispersé dans la forêt amazonienne entre Manaus et Porto Velho, dans l'état d'Amazonas au Brésil, sur des sol non-inondés.